# Wanscher
Slægten Wanscher udspringer fra hestgarder Christoph Wanscher (gift 1718), hvis søn Christoph Wanscher (født 1719) formentlig er identisk med den 1783 afdøde skomagermester i København Christoph Wanscher, af hvis ti børn sønnen, te- og porcelænshandler i København Christopher Wanscher (1750—1823) var fader til papirhandler Carl Conrad Wanscher (1788—1845), til lotterikollektør Christopher Wanscher (1791—1844) og til papirhandler Wilhelm Wanscher (1802—1882), af hvis børn skal nævnes Nanna Wanscher (1838—1915), gift med stiftsfysicus Carl Alexis Henrik Bernhard Videbech (1836—1889), Vilhelmine Wanscher (1840—1892), der ægtede stabslæge Hans Vilhelm Berg (1840—1937), distriktslæge Vilhelm Wanscher (1842—1901) — hvis søn var overlæge Emil Wanscher (1875—1944) — kirurg Oscar Wanscher (1846—1906) og maskinfabrikant i Aarhus, civilingeniør Axel Wanscher (1848—1877); dennes søn, kunsthistoriker Vilhelm Wanscher (1875—1961) var fader til arkitekt, professor Ole Wanscher (1903—1985) og til arkitekt Axel Wanscher (1902—1973). Emil Wanscher var fader til prosektor Oscar Wanscher (1906—1956).

## Oversigt
- Axel Wanscher, dansk arkitekt
- Emil Wanscher, dansk læge
- Hilda Wanscher, født van Lennep, dansk maler
- Kåre Wanscher, dansk trommeslager
- Laura Wanscher, født Zeuthen, dansk maler
- Ole Wanscher, dansk møbelarkitekt
- Oscar Wanscher (kirurg), dansk kirurg
- Oscar Wanscher (prosektor), dansk prosektor
- Vilhelm Wanscher, dansk kunsthistoriker